# Trigonophasmus ruficeps
Trigonophasmus ruficeps är en stekelart som först beskrevs av Szepligeti 1904.  Trigonophasmus ruficeps ingår i släktet Trigonophasmus och familjen bracksteklar. Inga underarter finns listade i Catalogue of Life.